# Figheldean
 (septembre 2023).
Figheldean est une paroisse civile et un village du Wiltshire, en Angleterre.